# Romas Kalanta

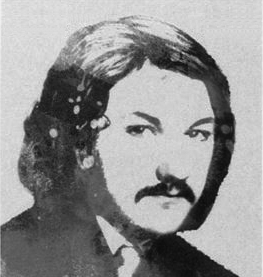
Romas Kalanta

Romas Kalanta (22 de Fevereiro de 1953 - 14 de Maio de 1972) é considerado um herói nacional da Lituânia, e é o assunto de vários livros. Romas Kalanta pôs fogo ao próprio corpo em praça pública na cidade lituana de Kaunas em 14 de Maio de 1972, em protesto contra a opressão exercida pelo governo da União Soviética contra a língua, cultura e povo lituanos. Nessa época, era extremamente difícil contar ao mundo ocidental sobre essa opressão, visto que o governo soviético tornava a comunicação com o exterior praticamente impossível; se a população local resolvesse expressar suas opiniões, teriam sido provavelmente sujeitos à punição e tortura.